# Antarqui

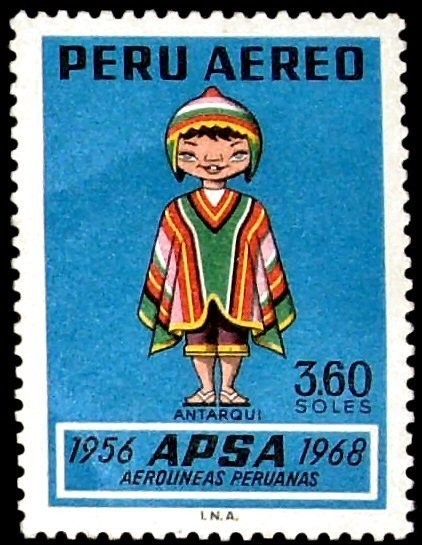

En el imperio Inca, había una división de chasqui de élite. A esta división se le conocía con el nombre de Antarquis, que podían viajar de cerro en cerro deslizándose por el aire gracias a un parapente rudimentario fabricado con telas de algodón, lana, o alpaca. Nunca se pudo comprobar la existencia de estos mensajeros.
Antarqui era un personaje mitológico incaico, que se trataría de un chasqui o un chamán con poderes mágicos que le permitían volar por el cielo.